# Marcellino (magister militum)
Marcellino (latino: Marcellinus; fl. 350) è stato un militare romano di età imperiale, sostenitore dell'usurpatore Magnenzio.
Marcellino divenne il magister militum dell'usurpatore Magnenzio quando questi si ribellò all'imperatore romano Costante I, uccidendolo, nel 350. Magnenzio inviò Marcellino, come ambasciatore, presso Costanzo II, fratello e collega di Costante, che regnava in Oriente; Costanzo, però, lo fece imprigionare.

### Fonti primarie
- Pietro Patrizio, fr. 16.

### Fonti secondarie
- Jones, Arnold Hugh Martin, John Robert Martindale, John Morris, The Prosopography of the Later Roman Empire, Cambridge University Press, 1992, ISBN 0521072336, p. 546.